# Trylogia pionowa
Trylogia pionowa − trzy filmy fabularne, których reżyserem i scenarzystą jest Ingmar Bergman, zrealizowane w latach 1961−1963 dla szwedzkiej wytwórni filmowej Svensk Filmindustri.
Kolejne części nie kontynuują fabuły poprzednich, łączy je tematyka "pionowego" stosunku pomiędzy człowiekiem a Bogiem oraz filozoficzne potraktowanie problemu. Tematami przewodnimi cyklu, poza problemem "milczącego Boga" i kryzysu wiary, są desperackie próby nawiązania kontaktu z drugim człowiekiem, bariery uniemożliwiające "poziome" porozumienie pomiędzy ludźmi oraz wynikające z tego osamotnienie. Z trzech dzieł Bergmana wyłania się obraz współczesnego człowieka dręczonego przez niepewność sensu życia, brak pewności co do istnienia Boga, jak i wątpliwości co do uczuć bliskich. Wątek zagubionej istoty ludzkiej będzie kontynuowany i rozwijany przez reżysera w jego kolejnych filmach.
Trylogia jest przykładem kina autorskiego, pozbawionego komercyjnych ograniczeń, umożliwiającego twórcy pełnię swobody artystycznej.
W skład trylogii wchodzą:
- Jak w zwierciadle (Såsom i en spegel, 1961)
- Goście Wieczerzy Pańskiej (Nattvardsgästerna, 1963)
- Milczenie (Tystnaden, 1963)